# 毛盔西藏糙苏
毛盔西藏糙苏（学名：Phlomis tibetica var. wardii）为唇形科糙苏属下的一个变种。